# 해밀고등학교
해밀고등학교(해밀高等學校)는 대한민국 세종특별자치시 해밀동에 있는 공립 고등학교이다.

## 학교 연혁
- 2021년 3월 1일 : 해밀고등학교 개교
- 2021년 3월 1일 : 해밀고등학교 4학급 편성, 개교
- 2021년 3월 1일 : 초대 이재붕 교장 취임
- 2022년 3월 1일 : 해밀고등학교 1학년 4학급, 2학년 4학급 편성
- 2023년 3월 1일 : 해밀고등학교 1학년 4학급, 2학년 4학급, 3학년 4학급 편성

## 참고 자료
- 해밀고등학교 - 한국교육학술정보원 학교알리미